# Hayato Inamura
Hayato Inamura (japanisch 稲村 隼翔 Inamura Hayato; * 6. Mai 2002 in der Präfektur Tokio) ist ein japanischer Fußballspieler.

## Karriere
Hayato Inamura erlernte das Fußballspielen in der Schulmannschaft der Maebashi Ikuei High School sowie in der Universitätsmannschaft der Tōyō-Universität. Anfang Juni 2023 wechselte er auf Leihbasis zum Erstligisten Albirex Niigata. 2023 kam er in zwei Spielen des Ligapokals zum Einsatz. Ende Januar 2024 kehrte er zur Universität zurück. Im März 2024 wechselte er ein weiteres Mal auf Leihbasis zu Albirex Niigata. Sein Erstligadebüt gab Hayato Inamura am 24. April 2024 (10. Spieltag) im Heimspiel gegen den FC Tokyo. Bei der 1:3-Heimniederlage wurde er in der 64. Minute für Yōta Komi eingewechselt. Am 2. November 2024 stand er mit Albirex im Finale des J. League Cup. Das Spiel gegen Nagoya Grampus verlor man im Elfmeterschießen. Nach der Ausleihe wurde Inamura im Februar 2025 fest von Albirex unter Vertrag genommen.
Am 4. Juli 2025 unterschrieb Inamura einen Vierjahresvertrag beim schottischen Erstligisten Celtic Glasgow.

## Erfolge
Albirex Niigata
- Japanischer Ligapokalfinalist: 2024